# SI SoloCalcio
SI SoloCalcio è un canale televisivo tematico italiano interamente dedicato al calcio.

## Storia

### Il primo lancio e la chiusura
L'emittente è nata come gemmazione dalla sorella Sportitalia e ha iniziato le sue trasmissioni il 16 settembre 2005 solo sul digitale terrestre, all'interno del mux Dfree.
Le trasmissioni comprendevano, per lo più, repliche di partite di calcio andate in onda su Sportitalia e speciali calcistici, in onda in contemporanea sulla stessa rete.
Il canale ha cessato le trasmissioni l'8 ottobre 2006, visualizzando fino al 19 novembre un cartello informativo nel quale si indicava il proseguimento delle trasmissioni su Sportitalia.

### La riapertura
Il 1º luglio 2019, dopo quasi 13 anni di assenza, l'emittente torna in onda in streaming online tramite il sito ufficiale di Sportitalia e in modalità HbbTV sulle Smart TV abilitate.
Dalla mezzanotte del 31 agosto 2021 il canale torna a trasmettere sul digitale terrestre, alla LCN 61, prendendo il posto di CANALE 61, emittente gestita dal Gruppo Sciscione, che detiene il 50% di Sportitalia.
Dal 4 gennaio 2022 il canale passa nel mux TIMB 2 ed è visibile esclusivamente in modalità HbbTV.
Il 30 maggio 2022 viene annunciato l'acquisto totale della società editrice Italia Sport Communication S.r.l. da parte di Michele Criscitiello attraverso la sua controllata Micrì Communication e il canale così diventa proprietario socio unico assieme a Sportitalia.
Dal 4 novembre 2022 il canale trasmette anche sul satellite nella piattaforma gratuita Tivùsat alla LCN 58. Dal 7 novembre successivo il canale non è più disponibile sul digitale terrestre, venendo sostituito dal 1º gennaio 2024 da Travel TV.

## Diritti TV
SI SoloCalcio ha i diritti di trasmissione sui seguenti eventi sportivi:
- Campionato Primavera 1 (fino al 2023-2024, tutte le partite in esclusiva)
- Coppa Italia Primavera (fino al 2023-2024, in esclusiva)
- Supercoppa Primavera (fino al 2024, in esclusiva)
- Serie D (2021-2022 in diretta, 1 partita a giornata)
- Allsvenskan (in diretta)
- Coppa di Francia (in diretta)
- Scottish Cup (in diretta)
- A-League Men (in diretta)
- Primera División Argentina (fino al 2024, in diretta)
- Copa de la Liga Profesional (in diretta)
- Campeonato Brasileiro Série A (in diretta)
- Campionato Carioca
- Barça TV
- Manchester City TV